# アライブ-最終進化的少年-
『アライブ-最終進化的少年-』（アライブ さいしゅうしんかてきしょうねん）は、原作河島正、作画あだちとかによる日本の漫画作品。『月刊少年マガジン』（講談社）にて、2003年5月号から2010年3月号まで連載された。あだちとかにとって本作がデビュー作であり、初の連載作品である。
「もしも荒れ狂う現代人が特殊な超能力を持ったらという設定を中心に現代人の狂気的な本能を描くSF作品。

## ストーリー
第一部（1巻 - 9巻）
舞台は日本の中心、東京。幼い頃、両親を交通事故で亡くした叶太輔は、姉であり、自身が通う高校の養護教諭である叶陽子、幼馴染の落合恵、そして親友である広瀬雄一と共に普通の高校生活を送っていた。
ある日、太輔は「何か」が自分の中に落ちて来たのを感じる。そのときは気のせいとやりすごすが、その日の帰宅途中、自分の目の前に笑顔の少女が飛び降りて来て自殺した。「自殺」……それを一瞬、羨ましいと感じてしまった太輔は大きく戸惑う。さらに自分の周りだけでなく、日本全国、世界各国で、ときを同じくして自殺者が相次いでいることを知り、動揺する。後に<悪夢の一週間>と呼ばれる日々の始まりだった。
第二部（10巻 - 21巻）
湖で死闘を繰り広げた叶太輔はアクロの心臓と合体し暴走した広瀬と共に溶岩に沈む。アクロの心臓は広瀬と太輔と共にマグマにより消滅し、世界滅亡は阻止された。それから二年後、世界中では自殺者を出した<悪夢の一週間>、それにより生まれた能力者の存在も忘れ去られようとしていた。勇太も奈美も成長し、元の生活へと戻っていた。しかし、彼等は広瀬と共に消滅した筈のアクロの心臓の鼓動を感じていた。2人はあの悪夢の日々が終わったとは思えず、世界が偽りの平和を保っていることに日々不安を感じながら毎日を過ごしていた。
そんな2人の不安を壊す出来事が起こる。勇太の学校に転校してきた手塚葵。彼女は勇太に太輔が生きているということを伝えた。太輔が生きていることを知った勇太と奈美は葵の家族と出会う。一方、在日米軍が不穏な動きを開始していた。ハルの死をきっかけに絶望と罪悪感に打ちひしがれていた雨宮記者は在日米軍の密告者と出会い、米軍の計画を知る。それは"Living Rock"を利用した極秘軍事プロジェクトだった。その岩は、かつて太輔が広瀬と共に葬ったはずの、あのアクロの心臓であった。

## 登場人物

### 主要人物
叶 太輔（かのう たいすけ）
本編の主人公。東京出身。第一部では16歳の高校一年生。第二部では18歳。広瀬雄一、落合恵とは幼馴染である。
身長は173cmで体重は67kg。
1、3、7、9、11、14、15、19、21巻の表紙を飾っている。但し、単独ではなく、常に複数の誰かと書き下ろされている。新装版第一巻では単独で表紙となる
幼い頃に両親を交通事故で亡くして以来、年の離れた姉と二人暮らし。両親の死に同乗していた自身の落とした缶ジュースが関係しており、その事が深い心の傷になっている。口喧嘩こそが絶えないが恵とは相思相愛で互いを案じている。事故当時に荒れていた自身を救った広瀬に友情と尊敬の念を抱いていたが、能力者として覚醒以後は愛憎もつれる関係へと変貌、一部終盤の決戦をきっかけに修復不能が決定的になる。
基本的に単純明快、暴力に奔るが故に誤解されやすいが、本来は人懐っこく面倒見の良い好青年。結構、天然ボケ。自己犠牲に奔りがち、上記の過去故か一人で悩みを抱え込みやすく、死に急ぎがちな所を周囲に案じられている。女心には鈍く、空気がかなり読めない。意外に女性にはモテる。
姉仕込か家事全般が万能で特に料理はプロ級。勉強は不得手で高校受験では恵と広瀬にかなり迷惑をかけていた様。
自殺ウイルスが地球に飛来したことで始まった、<悪夢の一週間>を経て、異常な身体能力と共に能力に目覚めるが、能力者ながら互いを感知しあう事ができない、過去のトラウマ故に“アクロの心臓”に魅入られる事のない、”心臓”の器たりうる者。失敗作＝特種と呼ばれる存在（御霊いわく更なる進化の可能性を秘めた小さきもの）。
勝又には、脅威であると同時に広瀬が”器”として崩壊した場合のスペアとして見出されていた。
恵と広瀬を連れ戻す為、旅に出奔。その過程で協力者を募りつつ、北へと向かう。第一部終盤、広瀬と共に溶岩の中に消え、消息不明となった。
第二部序盤において記憶を喪失、手塚一家と共に暮らしていた。“アクロの心臓”を封印する為の生贄として一家に匿われていたが、深い絆と信頼関係を育む。記憶喪失の間、純に稽古をつけて貰い、体術を会得している。“心臓”をめぐる米軍特殊部隊との攻防の末、偶然にも恵と再会。後に御霊にダンの“心臓の欠片”を一時的に借り受ける。最終決戦での死闘の末、左腕の喪失と”心臓の欠片”を返還した事で一時生死を彷徨う。
五年後には料理人を目指して修行中、アパートで一人暮らしをしている。一見、平穏な日々に充足しつつも広瀬の喪失による心の傷はいまだに癒えていない様。
単行本巻末の収録漫画では、作者にネタ切れする度に殺される不憫な役回りが多い。
苗字の「叶」の由来は叶姉妹（本当は金田になる筈だったが、編集者から没にされ、悩んでいたところその日につけたテレビに叶姉妹が出ていたため）。
熱（再生と死滅）
触れた物は鉄すら溶かす高熱を発する超常の能力。彼の本来の力は「再生と死滅」であり、細胞組織自体を破壊し、能力者の治癒能力すらも無効にする。それに気づいたのは第一部終盤であり、それまでは『熱』というサブの力になっている。尚、熱の能力は現在でも使用しようと思えばいつでも使用できる。
また能力を使えるようになった直後は熱を伝えられるのは触れたもののみだったが第一部の終盤で遠距離にも『熱』を伝えられるようになるが、『熱』によるダメージも上記の危険性から対人戦闘ではめったに使わない。
再生の力は仮死状態の人間ですら回復させ、サブの熱の力ですら湖を蒸発させるほどの強力な力だが、能力者は普通の人間よりも回復力が高い点、攻撃に回るときは相手を殺してしまう危険性が高い点から、劇中での使用頻度は他の能力者の能力に比べ極端に少なかった。
能力覚醒の切っ掛けとなった「心の穴」とは両親の交通事故に起因する深い罪悪感のよう。
落合 恵（おちあい めぐみ）
太輔と広瀬の幼馴染で物語のヒロイン的存在。通称は「メグ」。口喧嘩こそ絶えないが、誤解されがちな太輔を案じ互いに相思相愛の間柄。
1、38、13、18、19、21巻の表紙を飾っている。
ショートヘアの可愛らしい少女。第二部では幼少期より短かった髪がゆるふわ系の柔かく波打つロングヘアになり、その小柄で華奢な体型と相俟ってより女性的な風貌となっている。
正義感が強く勝気だが年相応に脆い一面もある。また意外に天然。幼い頃から太輔共々、学校内で孤立しがちな広瀬をよく気遣っていたが、広瀬が自分に思慕の念を抱いている事には気付いていなかった様。太輔とは精神的にも特に強く結びつき、勝又の洗脳ですら彼への思いが消える事は無かった。
”集団自殺騒動”以後、広瀬に連れ去られ軟禁状態となる。幾度となく、脱出を図るが失敗。気丈に振舞っていたが、広瀬の狂気に徐々に追い詰められていく。第一部終盤の決戦で一時保護されたものの、勝又に連行、再び消息不明となる。
第二部では、勝又と御霊と共にNYのアパートメントで“勝又一派”の能力者と同居。彼らの面倒を見つつ、市内の飲食店でバイト中。能力者では難しい御霊の養育に豊かな母性と惜しみない情を傾け、身勝手な彼女の言動を唯一諌める事ができる存在。勝又の洗脳によって「御霊を最優先にする事」と自身の軟禁、広瀬に関する記憶を都合のいい様に改竄されていた。勝又にとっては、“アクロの心臓”＝広瀬の制御と御霊の養育の為に必要な存在だった。
“アクロの心臓”覚醒に関係する存在と見なされ、米軍特殊部隊に狙われている。第一部に比べある程度の自由が利くとはいえ、これらの事情から実質軟禁状態だった。御霊と共に、米国を出国。偶然再会した太輔と共に日本帰国後は、雨宮の借りる一軒家に匿われる。太輔と行動を共にしている、奈美に若干嫉妬を覚えていた様。
第二部の最終決戦時には、導かれる様に御霊と共に“始まりの地”＝在籍している高校へ向かい、遂に記憶を取り戻す。育んだ情ゆえに「御霊を一人にさせては置けない」という理由で彼女についていこうとするが、「例え苦しくても御霊（個人）が御霊（個人）でいられる今の世界が好き」という恵の考えが物語終盤の結末を大きく左右した。
五年後には看護師として勤務。太輔とは実質、同棲同然で彼の住むアパートに出入りしている。太輔同様、御霊と広瀬の喪失、彼による自身の軟禁に対して心の整理は付いていない様。
第一部では勝又による洗脳を自力で解き、同居していたハンが姿を変えるのを相手固有の歩く際の癖で看破する等、洞察力と意思の強さは高い。
絵が致命的に下手だが自覚はない。但し巻末の収録漫画によると彫刻が得意な事が判明。軟禁中に身に着けていたワンピースやドレス等の女性的な衣装の多くは、勝又の趣味であることが発覚している。
瀧沢 勇太（たきざわ ゆうた）
第一部では9歳の小学三年生。第二部では小学五年生。埼玉県出身。
2、3、7、10、14、15巻の表紙を飾る。新装版第二巻で単独で表紙を飾る。
<悪夢の一週間>の最中、共に自殺ウイルスに感染した母の自殺を目の当たりにした結果能力に目覚める。この際、実の父親から化け物として突き放された。この過酷な経験からか、妙に大人びていて冷静。作中では最も常識人かつ現実主義者。成長するにつれて、腹黒い面も除かせる。
広瀬と由良を除けば、ヒッチハイク中だった太輔に接触した最初の能力者。太輔の居るサービスエリアごと自身の能力で封鎖したものの、彼に内心の孤独を見抜かれて以後、心を開く。太輔の旅の目的を知り、勝手に同伴を決め込んだという結果的に意図せずに得た最初の”仲間”。
ボケる事が多い太輔にツッコむ事も多い。能力者としての自覚に欠ける彼に助言を度々するが、太輔の特異性を早い段階で見抜く。第一部終盤の決戦で恵を託されるが、勝又に強奪された事と結果的に太輔を見捨てた後悔に苛まれる。
第二部現在、能力を得た副産物として身体能力が向上。スポーツ万能で大人びた言動から同級生の女子に人気がある。母方の祖父母に引き取られ、太輔の家の近くに住んでいる。能力覚醒における亀裂から父親とは疎遠。
同じクラスに転入してきた手塚葵との接触から太輔と再会。“アクロの心臓”を廻る戦いに加わり、太輔のサポートに徹する。葵とは衝突が絶えなかったが、母の死に心を閉ざした彼女を気遣い、互いを意識しつつある。第二部の最終決戦に参戦。自分達を苦しめ続けた広瀬の幼稚さに呆然とする。
五年後、母方の祖父母の実家で同居しつつ都内の高校へ進学。葵と互いを意識しつつも、進展はしていない様。太輔と広瀬、恵という三人の報われない結末に立ち会った事で、喧嘩は絶えないものの父親と関係修復に努めている。
空間隔離
任意の空間を他から隔離する能力。水・電波・酸素・能力に至る、一切のものを通さない。能力のベースは「箱」であるため、使用時には箱をイメージしている。
最大で海上に浮かぶプラットホームを丸ごと囲える程度の大きさの箱を形成できる。
ただし一度閉じ込められたら出ることは不可能というわけでもなく、広瀬の『無』の力や森尾の『風』の力など物理的な力で無理やり出ることもできる。さらに、怪我などを負っていると防御力が下がってしまう。
能力覚醒の切っ掛けは、共に自殺ウイルスに感染した直後に自殺した母親を「助けたい」という願いに起因している。
楠 奈美（くすのき なみ）
15歳の中学三年生。第二部では女子高に通学する高校二年生。岩手県盛岡市出身。弟を殺害した“赤毛の女”の手掛かりを追って太輔と旅をする少女。
4、7、10、14、18巻の表紙を飾っている。4巻は単独掲載。新装版第三巻では単独で表紙を飾る。
<悪夢の一週間>の最中、弟を目の前で喪失した復讐心から能力を得た。実家が護身術の道場で、その三代目となるべく幼少の頃より武術を嗜んでいる。能力と武術と併用して戦うため、戦闘力は作中でも最も高い。厳格なものの両親に溺愛されて育つ、いわゆる箱入り娘。
黒髪直毛のロングヘア、大人びた顔たち、豊満な胸というモデル並の体型という端麗な容姿。ただし料理だけは致命的な腕前で「生物兵器」と称されている。
登場当初は、能力者すべてを憎悪。頑なで攻撃性と排他的な面を剥き出しにしていた。太輔にも殺意を向けていたが、「死んでいい人間はいない」という彼の見解に動揺。利用するつもりで同伴していた彼等に愛着を覚えるようになる。
第一部の決戦で遂に“赤毛の女”＝華音と由良と交戦。復讐心に溺れるままだったが、間近に迫る“死”に恐怖を感じた事で生き残る。勇太共々、撤退を選択した。
第二部現在、勇太同様、能力の副産物として身体能力が向上した影響で、スポーツ万能になり、後輩の憧れの的になっている。
再会後は太輔を一時実家に匿うなど、淡い恋心を育む。その一方で、太輔の心を独占する恵に複雑な思いを抱いており、二人の関係に割って入れない様。“アクロの心臓”を巡る攻防戦の最中、敵側の能力者や父親に動機を問われ、一時動揺したものの太輔を支える覚悟と結末を見届けると定める。
第二部の最終決戦で実質フラれたものの太輔に未練がある様で、髪型を恵に意識して似せている。大学卒業後は、東京に就職を決めている。又、上京の度に手塚一家の住むマンションに定宿代わりに利用している。
巻末の収録漫画では、太輔に告白しようとして度々失敗、亡くなった由紀恵に憑依されて死語を連発する等、散々な目にあっている。
氷の爪
大気中の水分を凍らせて、爪を作る。また、爪を投げつけた対象の水分を一気に凍らせて、氷の刃を形成できる。なお、太輔の熱で溶かされたアスファルトも氷柱状に固まっていたことから、液体であれば水でなくても爪状に出来る様。
弟を殺した赤毛の女に対する復讐心に起因する攻撃性が能力覚醒の切っ掛けだった。

### 御霊と勝又の一派
御霊（みたま）
”あの方”と呼ばれる存在。能力者同士の“湖の戦い”終結後、南米らしき密林の中で死亡した妊婦に宿っていた胎児の骸に宿った生命体。全ての能力者の根源であり、頂点に立つ存在。基本的に服を嫌い、パンツとシーツに包まった姿が常。
13、19巻の表紙を飾っている。
“アクロの心臓”を求めて勝又と共に行動しているが、彼に肩入れしている訳ではない。養育する恵には「タマちゃん」と呼ばれている。成長速度は異常で、生まれて二年しかたっていないにも関わらず、小学生程度の体格を持ち、身体はその成長に追いついていない。見た目こそは愛らしい少女だが、性格は純粋かつ残忍無垢。
心臓が還らない現状に業を煮やし、恵を伴い出奔。“アクロの心臓”＝広瀬を取り戻す為に「彼のかつての友」である恵と太輔とともに雨宮の一軒家で同棲する中で、人間の営みを垣間見る。食べ物に対する好き嫌いはないようで、縁日のわた飴や焼きたての茄子に舌鼓を打つ。
その正体は地球とは異なる惑星で生み出された肉体から精神を分離して統合するプログラム。人はいまだ進化が可能と捉え、地球の住民の精神体をも一つに統合して宇宙に飛び立つ事こそが救いと考えている。
最終決戦において、太輔ら多くの能力者に拒絶された上、恵の想いに触れて考えを改める。全人類に広大な宇宙と御霊の記憶を見せた後、かつての惑星の仲間と広瀬の精神体を引き連れて新たな進化の旅へと向かった。
巻末の収録漫画では、NY在住時の勝又や同棲中の太輔に対して度々、暴力を振るっていたことが発覚。何故かタモリに拘っている。
勝又 重喜（かつまた しげき）
元刑事で、超常の力を持つ仲間のリーダー格。“心臓の欠片”保有者の一人。御霊の指令を受け、世界に何らかの変革をもたらそうとしている。
広瀬の心を開け放ち、己の得た力に戸惑う能力者達を見つけ、仲間に引き入れている。己が目的の為なら手段を問わず、脅威となる太輔を執拗にマーク。太輔ら幼馴染三人の絆を引き裂き修復不能にまで導いた張本人。自らの大儀の為に仲間すら切り捨てる非情さを持つ一方、想定外の事態に狼狽する事も多い。
第二部現在、ニューヨークで恵や御霊と共にマンションで暮らしている。
真の目的は、“アクロの心臓”を強力に仕立て上げ、肉体の限界を迎えた御霊にぶつけることで互いに対消滅をさせる事だった。想定外の事態に自分の考えが傲慢であったことに気づいた際、落ちてきた瓦礫に頭を潰され死亡。多くの人命を自らの為に踏み躙り、人の情を弄んだその結末は滑稽そのものだった。
少年犯罪に関わるうちに、ある種の虚無感を覚えていた内面が描写されている。第一部冒頭の時点で出産を控えている娘がいるが、家族のその後の安否は不明。
ジャン・レノの似顔絵を描いた原作者の河島正が「勝っつんのモデル」とコメントしていたところから、モデルはジャン・レノであるとされている。
洗脳・操作
“心臓の欠片”所有者共通の能力。対象者の頭部に触れることで、その者の心を自在に操る。洗脳そのものは強力であるものの、完全とはいえない様。
又、他者の”心の穴”＝深いトラウマを自然に認識してしまうという精神的に苦痛そのものの能力も共通する。
”心臓の欠片”ありきの能力故に、”欠片”が強奪されると、自身は死に洗脳も解ける。
梟（ふくろう）
人語を理解し、喋ることが出来る。死んだ猫に乗り移りもしたが、能力の詳細は不明。”あの方”＝御霊に作られ、勝又の補助として“アクロの心臓”回収を任務とする。“アクロの心臓”により暴走した広瀬に消される。
広瀬 雄一（ひろせ ゆういち）
太輔の親友。通称「ヒロ」。気弱だったが能力者となった事で人格が豹変、幼馴染の恵を連れ去り軟禁。勝又と行動を共にする。
1、9、20、21巻の表紙を飾っている。20巻は単独掲載。
母子家庭でアパートに二人暮らし。
表向きは平和主義者。「人が嫌がる事はしたくない」理由で虐めに対する抵抗もなくそれが恐喝と暴行へと状況を悪化させている。覚醒後、常習犯だった上級生全員を虐殺。連行された警察で勝又の尋問のふりをした洗脳によって、内面の狂気を表層化していく。
温厚、意志薄弱で主体性がなく、実は幼稚で自尊心は相当強い。性格と小柄で端麗な容姿故か小学校から現在に至るまで虐めを受け孤立している。自らを常にかばう太輔への感謝と強い劣等感、加えて恵に対する慕情に苛まれている。母親の代替として恵に独占感情を向けるが、彼女に再三拒絶されたことで心に大きな闇が出来、それが彼の能力を暴走させることとなってしまう。
第一部終盤、太輔と共にマグマの中に消えたと思われたが、第二部で“アクロの心臓”と完全同化し、マグマの中で眠っていることが判明。米軍基地たるプラットホーム襲撃での戦闘で“アクロの心臓”として覚醒、由紀恵の”心臓の欠片”を強奪し消息を絶つ。以後はほぼ純粋な破壊衝動として、世界主要各国の都市を襲撃、甚大な被害をもたらす。
終盤で「かつての友」を求めて東京へ向かい太輔たちとの最終決戦を行うが敗北。精神体となって旅することを自ら御霊に志願し、悠久の時へと旅立った。
巻末の収録漫画では度々、腹黒い一面を覗かせている。
無
物体の有無に関わらず、任意の空間を穴を開けたように抉ることが出来る。“アクロの心臓”を取り入れてからは、元々の威力が格段に上昇した。その威力は凄まじく、山を一瞬で抉り取るほど。第二部では“アクロの心臓”として実体が無くなった為、あらゆる兵器を無効化した。
能力覚醒の切っ掛けとなった「心の穴」とは、終わりの見えない虐めと唯一の救いである「ただ二人の友達」＝太輔と恵との関係の変質を見抜いた事で、自身の日常の崩壊＝居場所を喪失した事に起因している。
由良 匠（ゆら たくみ）
勝又一派の能力者。蓬髪つなぎ姿の芸術家。
6、8、15巻の表紙をかざっている。6巻は単独掲載、15巻は実質メイン。
太輔が最初に戦った能力者であり、彼の事は割と気に入っている為か助言することも多い。
独特の美学に基づき行動する浮世離れした男。観察力に長けている一方、他人から自分に対しての「評価」を恐れる人間らしい部分もある。第一部終盤“湖の戦い”で片腕を喪失したものの、“死”に対する恐怖から生き残った能力者の一人。絵がとても上手い。
第二部でNYを放浪中に恵と再会。米軍と交戦中だった太輔らに加勢する事で危機を救う。
「心臓を見る事」を求め、太輔ら手塚一家による米軍の海上基地襲撃に同行したが、D2に右胸を撃たれ、心臓に触れた後右腕を失い消滅。
回想の森尾と華音との対話シーンでは互いの内面に踏み込んだ会話をしており、彼らとの間に絆があった事がうかがえる。
インターミッションを含む複数の短編に出ており、作者のお気に入りの登場人物だったよう。
圧搾空気
超高密度の空気を圧縮したシャボン玉のような球体を自在に操り、触れた物を粉砕する。また、由良に割る意思がなければ、割れることも無い。しかし、シャボン玉に攻撃することで人為的に割ることも出来る。
森尾 健一郎（もりお けんいちろう）
勝又一派の能力者。自意識過剰で常に余裕を崩さない一方、社会性が欠如している面々の中では比較的常識人。
襲撃した太輔に付けられた顔の火傷が治らず、彼を怨む。パイロットになるのが夢だったが、彼の夢想感は夢を叶えるために前進するのではなく、夢をただ見ているという楽なスタンスに幸せを覚えるというもの。湖の戦いにより“内なる欲求”に飲み込まれ、自らの能力で死亡。
風
風を自在に操り、カマイタチなどを起こせる。また、風に舞って空を飛んだり、空気圧なども作ることが出来る。
岡田 剛（おかだ ごう）
勝又一派の能力者。肥満体で女性受けとは程遠い自身の容姿に強烈な劣等感を抱いている。猜疑主義者でグループ内でも孤立しがち、特に華音との仲は険悪。能力特有の弱点ゆえに、卑怯な戦法に頼る。元々は心優しい少年だったものの、人間という生き物特有の欺瞞・醜さに触れて性格が歪んでしまった。
第一部終盤の決戦により、勝又の命令で密かに恵に「契約」を交わし、太輔らの足枷とする役目を果たした。後に自らに掛けた“死神との約束”＝死神を一番愛している事が嘘であると認め、首を狩られ死亡。由良のスケッチで裸を晒しているが、露出狂だったかは不明。
死神の約束
対象に「約束」と称し契約を交わし、契約を破った者を死に至らしめる。死神は約束を交わしたものにしか見えない。又、能力者に対しては使用不可能。
御館 華音（みたち かのん）
勝又一派の能力者。相当自己中心的で、情緒不安定な赤毛の女。常に一番でいないと気がすまない。奈美の弟・悟を殺した宿敵。
端麗な外見を持つが、昔は地味な見た目と肌荒れで学校で酷い虐めに遭っていた。岡田と同様、自身の存在に劣等感を持っていた。能力覚醒による反動で無邪気な残虐さを表出させる。あらゆる価値観を超越しようと、一旦は“アクロの心臓”を取り入れるが、器が小さかったため決壊し、死亡。
音波
固有振動数の合う物質を爆破する事の出来る能力。主に金属物質などを媒介とし、人体を直接爆破することは出来ないが、“アクロの心臓”を取り入れた後は、どんな物質でも爆破出来るようになった。
麻生 英雄（あそう ひでお）
勝又一派の能力者。カトリック系孤児院の出身。人間の生を罪と捉え、贖罪と魂の安らぎと称して人を死に至らしめる牧師。
格闘術の嗜みもあり石化の能力よりも、飛躍した身体能力を十二分に制御しての戦法を得意とする（おそらく、格闘術だけで比べれば奈美以上）。湖の戦いで“内なる欲求”に飲まれ、自らの能力で死亡。
石化
手で触れた物を石に変える能力。人間の場合、完全に石になるまで十数分かかる。
長谷川 論（はせがわ ろん）
勝又一派の能力者。麻生神父のいた孤児院出身で、彼とは常に一緒に居る子供。孤独感からか、人に遊んでもらいたがる。
第一部の決戦で洗脳された麻生神父の救出を太輔らに懇願。洞察力は相当鋭い様で、勝又を拒絶。現在はその場に居合わせた雨宮と行動を共にしている。
肉体の流体化
自身の肉体を透明な液体状にすることが出来る。
ハン
勝又一派の能力者。元舞台女優だったが、能力故に元の身体は現在ない。摺り足気味に歩く癖がある。
勝又の命令でマクファーソンの指揮する特殊部隊に潜入。“アクロの心臓”の海没に成功、詩人の奪還を行おうとするが失敗。指揮官のマクファーソンによって正体を看破、殺害された。同居していた恵をからかう等、陽気な人柄だった様。
人体遷移
他者の体に乗り移る能力。また、その際相手の知識及び思考などを読み取ることが可能。ただし、その人物特有の無意識下の癖を模倣する事は不可能。
ミケーレ
通称「ミッキー」。陽気朗らかな人となりで日本語は適当に発音する白人の大男。恵と勝又達と共にマンションで暮らしている。
恵の願いで太輔に彼女の無事を伝えた。後に勝又に洗脳による“叶太輔の捕縛”の命を受け、太輔達の前に立ちはだかるが米軍の介入によって失敗。後に再び洗脳された事で覚醒した広瀬から“心臓”の奪還を試みるも阻止され死亡。彼の死も勝又の計画の範疇だった。
重力操作
物質の重量を自在に操る能力。また、指定した場所の重力を局部的に変化できる。
ルドガー・ファンベルト
勝又一派の能力者。黒いフードを被った、虚ろな目をしている男。
相対した者の能力を鏡のように写すことで、その相手（能力者）の「『生』の意味」を知ろうとしている。
勝又に洗脳され、ミケーレと共に心臓奪還に向かうが失敗。自分たちが捨て駒であったことを悟り、勝又と袂を分かつ。最終決戦に向かう太輔の前に出没、彼の出した結論に満足した。論以外の勝又一派の能力者で唯一、生き残った能力者。
能力の複写(コピー)
相対した能力者の能力を行使できる能力。

### 手塚家
手塚 由紀恵（てづか ゆきえ）
手塚兄弟の実の母親。年齢不詳の若々しい美女。“心臓の欠片”保有者の一人。
温厚柔和な人柄だが、能力を得るまでは育児放棄も同然の相当身勝手な人となりだった様。皮肉にも能力者として覚醒した事で、家庭を顧みるようになった。
第一部終盤の決戦で傷ついた太輔を保護。心臓の封印の為に彼を利用とするが、生活を共有するうちに親愛の情を抱いて苦悩している。七人の子供達は全員父親も国籍も違う。子供の中で葵と純の二人を能力者にしてしまったことを内心後悔している。
米軍基地襲撃時、“アクロの心臓”＝広瀬を封印しようとするが、逆に自身の“心臓の欠片”を奪われた事で亡くなった。この際、広瀬を“母親”という立場から彼の行動を批判・牽制している。この事が最終決戦に大きく影響してくる。
洗脳・操作
頭部に触れることで、相手の心を操る能力。米軍基地襲撃時に、隊員達を洗脳して手足の様に使役している。
手塚 怜（てづか れい）
手塚家の長男。28歳。所謂、ヘヴィスモーカー。金髪でくせっ毛、長身端麗で葵と似通った容姿。由紀恵が家を空けていた時期が長いため、実質的な家長。
手塚家の家代わりであるキャンピングカーの整備を日常茶飯事に行っているほか、日本の米軍基地で得たコルト・ガバメントを奪ってすぐ使いこなす等、銃の扱いにも精通、機械の扱いにも詳しく、英語も堪能。
他の兄弟同様、母親不在という歪んだ家庭に寂しさを感じていた一方、太輔の利用に心苦しさも感じていた。攻防戦の末に母を殺害した広瀬に殺意を募らせ、最終決戦では彼に銃を向けた。
手塚 純（てづか じゅん）
手塚家の次男。27歳。長身痩躯のスキンヘッドで他の兄弟とは似ても似つかない容姿。重度の人見知りで昔から山奥の寺に引き篭もっていたため、武術に長ける。
心臓との一件後は由紀恵の墓守として一家とは離れて暮らしている。
電撃
体から、電気を発することが出来る。
手塚 杏（てづか あんず）
手塚家の長女。16歳。細い目とボサボサ髪でいつもぼーっとしているが、現実主義者でかなり辛辣。
機械全般に長け、天才的なハッカー。雨宮と共に行動し、心臓や能力者の情報を世界中に流すなどして太輔たちを陰ながら補助する。
手塚 葵（てづか あおい）
手塚家の次女。勇太の人間性を見極めるために彼のクラスに転校して来た女の子。
ツインテール、金髪碧眼の美少女で兄弟で一番母親に似ている。誕生日に母から貰った靴をいつも履いている。勉強は一貫して不得手。
長らく同居していた太輔を「太兄」と呼び慕う故に、第一部終盤で敵前逃亡した勇太とは反目がしがちだったが距離を縮めつつある。父親は石倉という名前の日系アメリカ人らしい。好き嫌いの多い勇太とは対照的に好き嫌いが少ない。
母親の由紀恵に放置されて育った故に、彼女に複雑な思いを抱いている。米軍に囚われた際、そのトラウマを由紀恵にぶつけて拒絶。後に深く後悔している。
心臓との一件後は、都内の高校にスポーツ特待生として通っている。ハーフの美少女として学内でも人気がある様。
スピード
目にも止まらぬ速度で移動することが出来る。勇太の「隔離」で捕らえられない程の速度を誇る。

### 米国
マクファーソン
米軍の特殊部隊に所属する男。階級は一等軍曹。鼻がまるまる無いため、痩せた顔つきのように見える。“アクロの心臓”警護任務に就いている。
当初は徹底した合理主義に基づき、任務遂行の為に手段を厭わず、”詩人”を連れ出し、雨宮の暗殺及び“アクロの心臓”奪還に動く太輔ら能力者の捕獲を目論む。
海上の米軍基地プラットホームで太輔ら能力者と交戦。この際、太輔に「考える事を放棄している」と指摘された上に、敗北。D4を庇い重体になるが、その後意識を取り戻す。治療に際して、ホーナー博士のせいで手術の時に鼻をつけられてしまう。“アクロの心臓”暴走後はその危険を認識し、「密告者クレイ」としてレイン（雨宮）に軍の情報を流し続けている。
鼻が無くなったのは子どもの頃に父親に虐待を受けていた故。
D2（ディーツー）
本名はカール・アドラー。米軍の特殊部隊の一員。女好きの美青年であるが、任務であれば標的を厭わない。
ボルトアクション式狙撃銃（レミントンM700と思われる）による、観測者を伴わない単独遠距離狙撃手（観測は軍曹からの直視による無線報告であった可能性もある）。シナモンコーヒーが好物。
米軍海上基地にて、由良との戦闘により全身を爆破され死亡。上半身だけになっても、由良を殺そうと銃弾を放ち右胸を打ち抜くなど、殺し屋としてのプロ意識が高かった。
D3（ディースリー）
米軍の特殊部隊の一員。強面の巨漢で、爆破工作・爆発物処理担当。ハンに体を乗っ取られてしまう（この時点でD3は死亡）。
ハンはしばらくの間、D3になりすまして活動していたが、最後はマクファーソンに正体を見破られ、頚動脈を斬られて死亡。
D4（ディーフォー）
本名はエマ。米軍の特殊部隊の一員。某国の元大使館員の娘で、テロリストの襲撃に唯一人生き残った。少女めいた風貌の持ち主、基本的に不器用で精神的に脆い。
類稀な動体視力と瞬発力の持ち主であり、能力者と互角以上に渡り合う。米軍基地に侵入してきた大輔達を一時は捕獲する程の実力を持つが、この能力に何処かで驕りを見せていた。後に奈美と再戦、彼女の想定外の戦法で敗北したことにより、その力は消滅。
カイル・ホーナー
米軍の軍用開発チームに所属する博士。奇抜なファッションと子供のような好奇心を持っている。“アクロの心臓”を軍用兵器として使用するために研究しており、米軍関係者の中では、心臓の本質に誰よりも迫っていた。プリンが好物。
ワスプ上院議員
“アクロの心臓”を国益に利用するため、ホーナー博士に研究させている政治家。
マクファーソンは米軍所属時代からの部下であり現在も私兵である。米国政府に秘匿してまで研究を続行させていたが、心臓の暴走により世界中に心臓の存在を気付かれてしまう。
事の発端が自分であることを妻たる大統領に知られてしまうが、特に責任はとらされていない。
大佐
米海軍大佐。“アクロの心臓”極秘研究の、米軍における責任者。ワスプ上院議員と親密な関係を持ち、マクファーソンからは軍人というより政治家のように見られている。心臓を狙う能力者たちの度重なる襲撃と、心臓の暴走に手を焼き、その結果、一時的に指揮官から外されてしまう。その後、軍の情報漏洩をきっかけに指揮官に復帰、最終的には心臓への核ミサイル攻撃を命じられる。
心臓や能力者に振り回された人物だが、艦長を失った上に防水隔壁をズタズタにされた空母の指揮を執って沈没から防ぐあたり、海軍士官としては決して無能でない様子である。
ワスプ大統領
米国の女性大統領。米国及び人類の利益の為、確かな決断力と必要な権力を有する政治家らしい人物。
夫の私兵の情報から次に“アクロの心臓”が現れるのが東京であることを知り、軍を差し向けて戦う事を決意した。心臓に通常兵器が効かないことから核ミサイルの使用を許可をするが、“アクロの心臓”＝広瀬によって無効化されてしまった。
最終決戦後、御霊が見せたビジョンを「人類共通の夢」として世界平和を勝ち取ることを宣言する演説を行った。その際、核ミサイルを無効化されたのを良いことに「核を使用することなく戦いに勝利した」と発言する強かさも持ち合わせている。

### その他
叶 陽子（かのう ようこ）
太輔の姉で、彼の通う高校の保健室の先生。亡き両親に代わって弟を育て上げた逞しく気丈な女性である。（そのため、勇太からしばし「姐さん」と呼ばれる）。
普段は表面には出さないが、太輔のことを案じる。〈集団自殺騒動〉に始まる一連の事件を憂える。
第二部では、姉弟の絆により太輔の記憶を蘇らせた。最終決戦時には核ミサイルを撃たせないために駆けつけた多くの民間人の中にその姿が見られた。
心臓の一件後に結婚した模様。
雨宮 今日子（あまみや きょうこ）
週刊誌の熱血女性記者。ゴシップやオカルトを重視する編集方針に反発し、集団自殺に始まる一連の事件の真相を追う。貧乳がコンプレックス。
当初、集団自殺の最中に消息を絶った太輔を容疑者と見做していたが、“湖の決戦”における能力者同士の熾烈な戦いを目撃。自身が浅はかな覚悟だった事から、真実から一度は目を背ける。
第二部現在、米軍の密告者と接触したため、マクファーソンに襲撃されたものの、論のお陰で助かる。その過程で自宅及び勤務先を失った。
太輔達との再会を切っ掛けに、生き残った能力者の詳細、及び“アクロの心臓”の行方を調査。後に手塚一家とを手を組み、太輔と恵を保護し彼等を支える。米軍の密告者との会合シーンでは流暢な英語を披露。ネット内で探偵レインとして“アクロの心臓”に関する情報を収集していたが、その画像を奈美に書き換えられている。
東京を心臓が襲撃した時は世界中に現状を伝えるために、小田と共に最後までその場に留まり、最終決戦の結末に立ち会った。
心臓の一件後は小田と共に難民キャンプなどを取材している。
小田 正志（おだ まさし）
週刊誌の記者で、雨宮の後輩。いい加減でスチャラカ社員に見えるが、仕事はこなす。雨宮に振り回される不運な星回り。現在雨宮と共に行動中。愛車は旧型ミニ(初代は華音により爆破され、現在のものは二代目)。
吹石 稜（ふきいし りょう）
旅に出たばかりの太輔を叱咤し、勇太を母性で包んでくれた女性。長距離デコトラの運転手で、夫と娘を愛する元ヤン。
陽子に太輔の無事を伝えに行って以来、陽子の飲み仲間となり、太輔の誕生日には娘を連れて家を訪れる。
東京を“アクロの心臓”が襲撃した時は核ミサイルを撃たせないため想いを同じくする多くの民間人をデコトラに乗せて東京を訪れた。
小倉（おぐら）
恵の高校の友達、彼女の幼馴染である太輔に対しては良い感情を抱いていない様。精神体（自殺ウイルス）に乗り移られて、広瀬が能力を覚醒させた直後に飛び降り自殺。彼女の死ぬ間際の問い掛けは太輔を深く悩ませる。
岡地（おかじ）
陽子の同僚。精神体（自殺ウイルス）に乗り移られて、陽子の目の前で自殺した。
宇都宮 芳勝（うつのみや よしかつ）
勝又の警察学校の同期。勝又の誘いを拒絶し、家族全員を死に導こうとするが、太輔らに阻止され自殺する。家族を死に導こうとしたのも、その後に起こる変革が戦争を引き起こし、それによって家族が死んでいくことを恐れてのもので、最期まで自分の家族のことを考えていた人物だった。
幻覚
相手の心の中を覗き、幻覚を見せる。太輔たちには、自分の能力を「支配」と偽っていた。
宇都宮 芳照/鈴（うつのみや よしてる/りん）
父・芳勝に命を狙われ逃亡の旅を続けていた兄妹。父の作った幻覚の中で危機に陥るが太輔・勇太の働きで死を免れる。
三咲 清光（みさき きよみつ）
太輔が旅の途中に出会った、生まれつき目が不自由な老人。いつも神社で猫と戯れている。太輔に重要な言葉を残す。第2の集団自殺により階段から転がり落ち、死亡。
千里眼
触れることで、その人の過去と未来を見通す能力を持つ。
橘 春花（たちばな はるか）
太輔らが泊まったライダーハウス（旅行者のための簡易宿泊所）兼レストランの娘。通称「ハル」。明るく心優しい道産子少女。愛馬「アオ」が行方不明になり落ち込んでいる。第一部終盤、能力に支配されかけていた太輔を制止。その姿を恵に重ね合わせた広瀬によって殺害された。彼女の死こそが“アクロの心臓”を覚醒させる切っ掛けとなる。
楠 悟（くすのき さとる）
楠 奈美の弟。生まれつき心臓が弱く、激しい運動をすると発作を起こすため周囲に迷惑をかける自分に劣等感を抱いている。奈美の誕生日に髪留めをプレゼントして喜ばせようとしていたが、華音の気まぐれで焼殺。
ダン・フリードキン
「詩人」と呼ばれ、勝又や由紀恵と同じく“心臓の欠片”を持つ能力者。自分の保身の為に軍隊の収容所にいたが、ハンの収容所襲撃の際にマクファーソンによって連れ出された。フルネームはダニエル・フリードキン。米軍基地襲撃事件後、御霊により心臓の欠片を奪われ死亡。
洗脳・操作
触れることで、触れた相手を洗脳することが出来る。

## 用語
能力者
宇宙より飛来した精神体（自殺ウイルス）に乗り移られ超常の力を授かった人間達のこと。通常、感染者の多くはその影響の元、自ら幸福のままに命を絶つが、稀に嫉妬、劣等、憎悪、羞恥、嫌悪などの負の感情、「心の穴」が深い者は生き残る。その結果、回復力を含めた身体能力の異常な向上と、各員の「心の穴」に起因した固有の能力を持つ。学校の屋上から飛び降りたり、内臓が抉られるほどの傷を負っても1日で回復する。ただし、頭を撃ちぬかれた場合は死ぬ。
仲間
能力者同士が、互いを呼び合うときの総称。一定の範囲内であれば、能力者はお互いを探知することが可能であり、これによって太輔は旅の最中、幾人もの「仲間」と遭遇することになる。「アクロの心臓」が世に放たれてからは、心臓が発する強力な波動のせいで探知能力に妨害がかかり、現在は探知不能になった様子。
能力
能力者の持つ力のこと。能力は、その能力者の過去や個人の願望などが反映しており、心の穴の深さと能力の強さは比例する。また、自らの心の穴に蓋をしたり、記憶を失ったり、自覚していない場合、本来の能力に制限がかかる場合もある。
アクロの心臓
勝又達が崇める、「あの方」と呼ばれる者の半身。能力者の力を格段に上げることが出来る。心臓の鼓動は能力者同士の探知能力を妨害し、現在も強く存在する。意志を持ち、アクロの心臓の適合者と認められなかった者は内側からその身を破壊され、消滅する。適合者と認められた者はその強大な力を大きく引き出され、暴走状態に陥る。第1部では広瀬がその適合者と認められ、「無」の強大な力を暴走させた。太輔により、マグマの中に広瀬ごと閉じ込められ、地中で眠っていたところをアメリカ軍に掘り起こされて、横須賀基地に収容されるが船での輸送中、ハンの妨害により現在は太平洋の海底に沈んでいたが、プラットホームの戦闘で広瀬と共に覚醒した。
心臓の欠片
精神体と共に人間に飛来。これが体内にある人間は、他人の心の負の部分が見える。前触れもなく、朧に時に鮮明に、脳に直接再生される。絵・音・匂いなど、様々な形で人の心が抱えている闇が見える。見ないようにしても、それは強制的に見えてしまうため、抗うためには知らないフリをするしかない。
悪夢の一週間
精神体（自殺ウイルス）に乗り移られた感染者の多くが相次いで命を絶った時期。
内なる欲求
アクロの心臓に触れた能力者が己の過去に見入られ、心の穴に吸い込まれるように命を絶つこと。第2の自殺騒動の原因。

## 制作背景
あだちとかは本作がデビュー作であり、初の連載作品であったため、作画をしていた際にかなりテンパっていたことがあった。1つのコマに2日かかった上に描けず、作画がムリだと考えたため、師匠の加藤元浩に相談をした。すると加藤は「うまく描けないコマは後回しにすればいい」、「あきらめて描きやすいとこから描いてく」ことを勧め、すると「仕事は進むし時間をおけば描けなかったコマも描けるようになる」と助言をした。それにより本作を無事に描きあげることができたと話している。

## 書誌情報
- 河島正（原作）・あだちとか（作画）『アライブ-最終進化的少年-』 講談社〈講談社コミックス月刊マガジン〉、全21巻
  1. 2003年11月17日発売[1]、ISBN 4-06-333914-9
  2. 2003年12月16日発売[6]、ISBN 4-06-333917-3
  3. 2004年6月16日発売[7]、ISBN 4-06-333936-X
  4. 2004年10月14日発売[8]、ISBN 4-06-370960-4
  5. 2005年2月16日発売[9]、ISBN 4-06-370976-0
  6. 2005年6月16日発売[10]、ISBN 4-06-370996-5
  7. 2005年10月15日発売[11]、ISBN 4-06-371013-0
  8. 2006年2月15日発売[12]、ISBN 4-06-371029-7
  9. 2006年6月16日発売[13]、ISBN 4-06-371050-5
  10. 2006年10月17日発売[14]、ISBN 4-06-371064-5
  11. 2007年2月16日発売[15]、ISBN 978-4-06-371080-9
  12. 2007年6月15日発売[16]、ISBN 978-4-06-371094-6
  13. 2007年10月17日発売[17]、ISBN 978-4-06-371114-1
  14. 2008年2月15日発売[18]、ISBN 978-4-06-371128-8
  15. 2008年6月17日発売[19]、ISBN 978-4-06-371155-4
  16. 2008年10月17日発売[20]、ISBN 978-4-06-371162-2
  17. 2009年2月17日発売[21]、ISBN 978-4-06-371182-0
  18. 2009年6月17日発売[22]、ISBN 978-4-06-371198-1
    - 特装版 同日発売[23]、ISBN 978-4-06-362146-4

  19. 2009年10月16日発売[24]、ISBN 978-4-06-371211-7
  20. 2010年2月17日発売[25]、ISBN 978-4-06-371229-2
  21. 2010年5月17日発売[26]、ISBN 978-4-06-371239-1
- 河島正（原作）・あだちとか（作画）『新装版 アライブ-最終進化的少年-』 講談社〈講談社コミックス月刊マガジン〉、全7巻
  1. 2015年11月17日発売[27]、ISBN 978-4-06-392503-6
  2. 2016年3月17日発売[28]、ISBN 978-4-06-392522-7
  3. 2016年7月15日発売[29]、ISBN 978-4-06-392534-0
  4. 2017年2月17日発売[30]、ISBN 978-4-06-392570-8
  5. 2018年08月17日発売[31]、ISBN 978-4-06-512356-0
  6. 2019年2月15日発売[32]、ISBN 978-4-06-514493-0
  7. 2019年2月15日発売[33]、ISBN 978-4-06-514494-7

## アニメ化
2008年にテレビアニメ化が発表されたが、アニメーション制作を担当するゴンゾが上場廃止となったことにより制作が停止、2010年に製作中止が発表された。